# ヒメフウロ
ヒメフウロ（姫風露、学名：Geranium robertianum L.）は、フウロソウ科フウロソウ属に分類される一年草または越年草。別名が「シオヤキソウ（塩焼草）」。

## 特徴
茎の高さは40 cmほど。葉は対生し、深く3裂-5裂する。葉と茎がせん毛に覆われていて、茎と葉の端が赤みを帯びている。葉の脇から伸びた枝の先に花を1-2個つける。直径2 cm程の花で、桃色の花弁が5枚あり、開花時期は5-8月。和名は「花が小さくて可愛らしい」ことに由来し、別名の「シオヤキソウ」は、臭いが塩を焼いた時のものであることに由来する。

## 分布
アジア、ヨーロッパ、北アメリカなどの北半球の温帯域に広く分布する。日本では、伊吹山、鈴鹿山脈北部の霊仙山など、養老山地北部、四国剣山（石立山）の一部地域のみに分布する。山地帯の日当たりのよい石灰岩地質に生える。
- 開花直後の花と蕾 （伊吹山）
- 花弁5枚 （霊仙山）
- 葉は細かく裂け、端が赤みを帯びる

## 種の保全状況評価

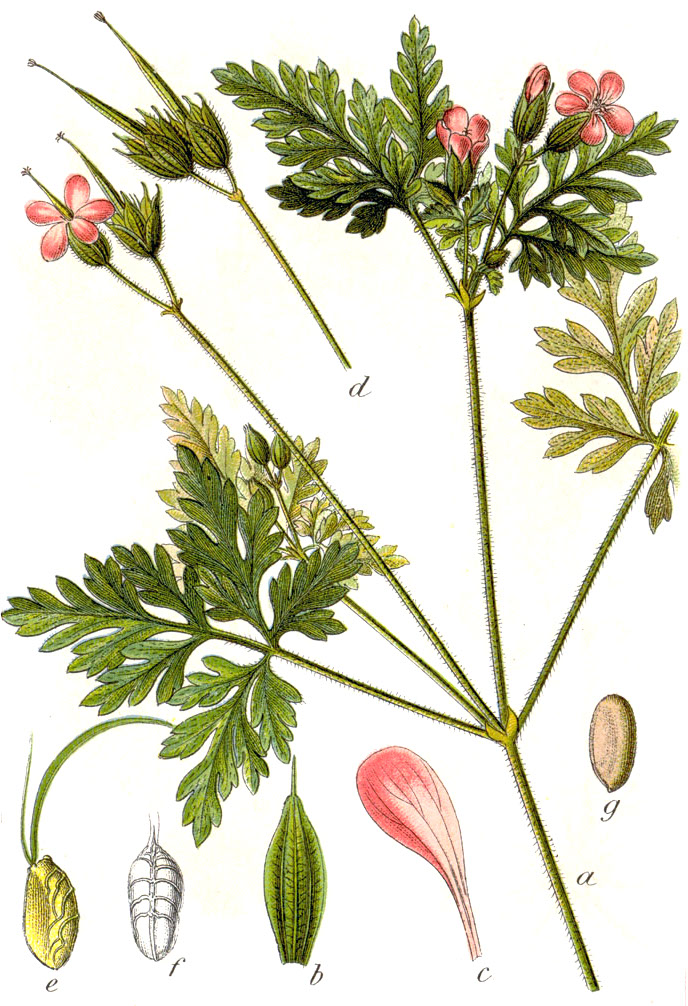
ヒメフウロの各部のスケッチ

日本では以下の都道府県で、レッドリストの指定を受けている。岐阜県立自然公園条例により、伊吹県立自然公園の特別地域内において採取禁止対象の植物の指定を受けている。
- 絶滅危惧I類 - 徳島県[9]
- 絶滅危惧II類 - 岐阜県[6]、三重県[10]、高知県[11]

### 外来種
観賞用のものが北海道と本州で帰化しているのが確認されていて、北海道でブルーリスト（カテゴリーA）の指定を受けている。

## 利用
昔から「医者泣かせ」の秘薬（薬草）として用いられてきた。ヒメフウロの成分にトリプターゼを抑制する作用があることが確認され、健康肌化粧品に利用されている。山野草として苗が販売されている。

## 近縁種
- ハクサンフウロ（白山風露、Geranium yesoemse var. nipponicum） - 高山植物
- ゲンノショウコ（Geranium thunbergii）